# Ministrowie spraw zagranicznych Danii

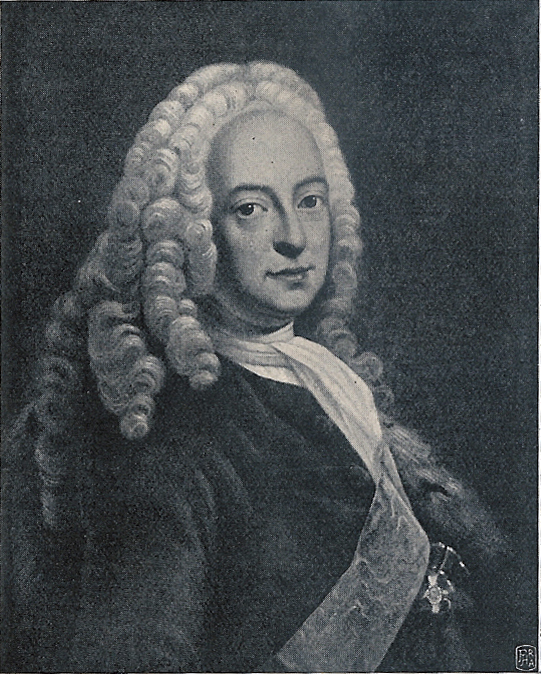
Johan Sigismund Schulin

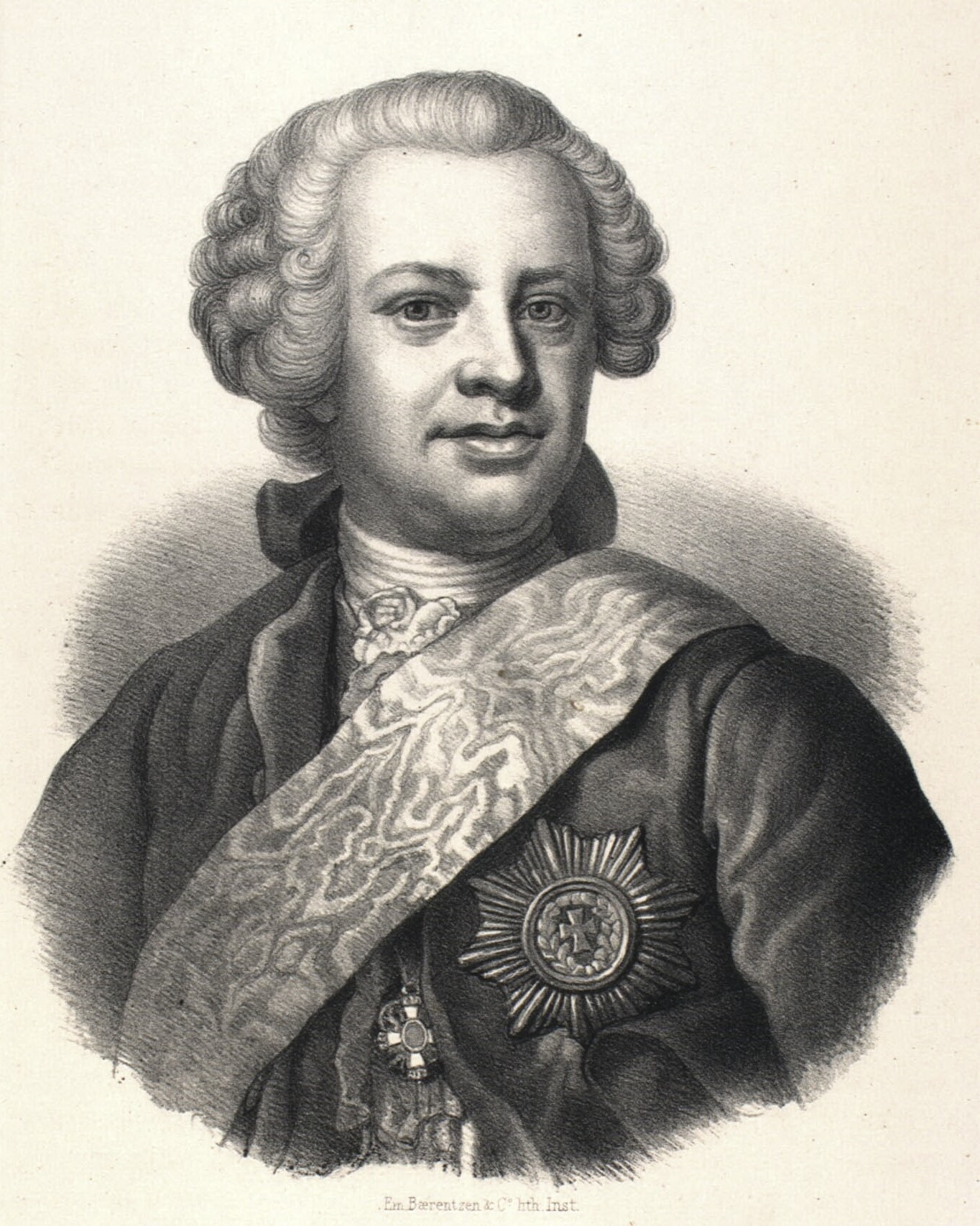
Johann Hartwig Ernst von Bernstorff

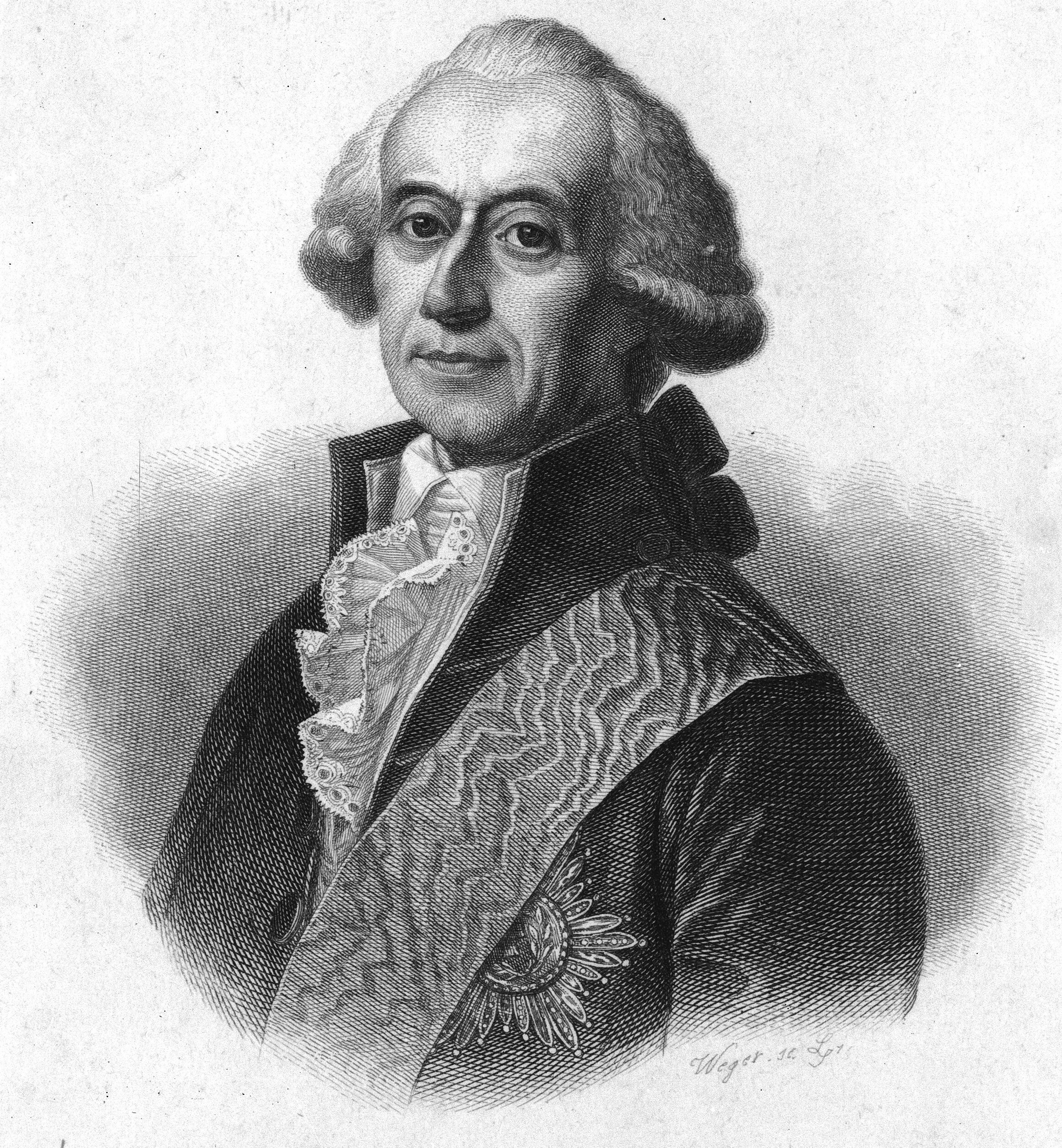
Andreas Peter Bernstorff

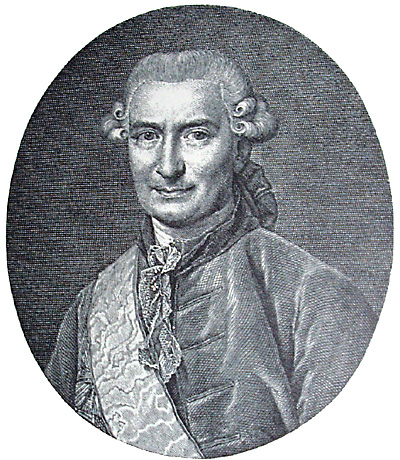
Ove Høegh-Guldberg

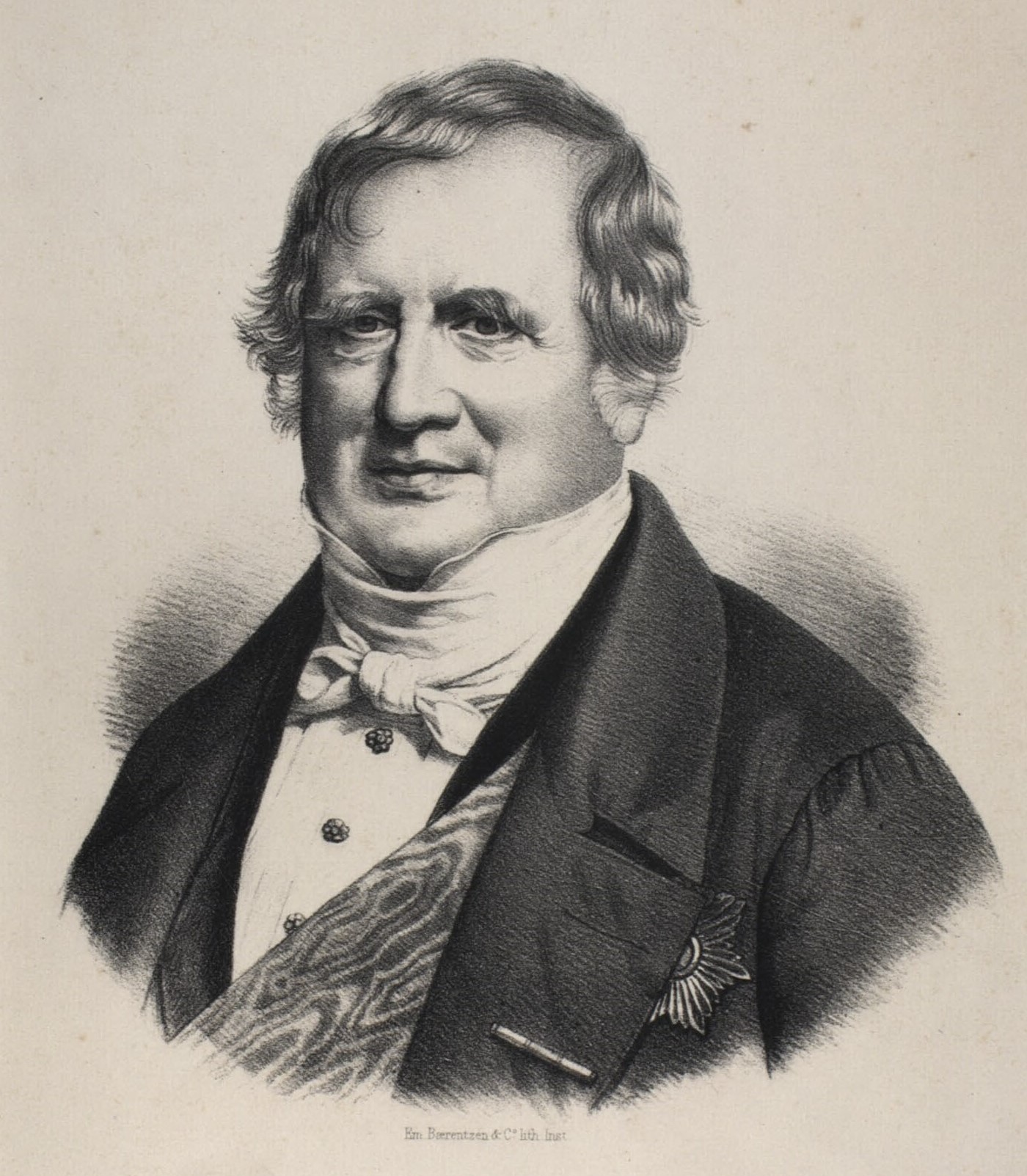
Adam Wilhelm Moltke

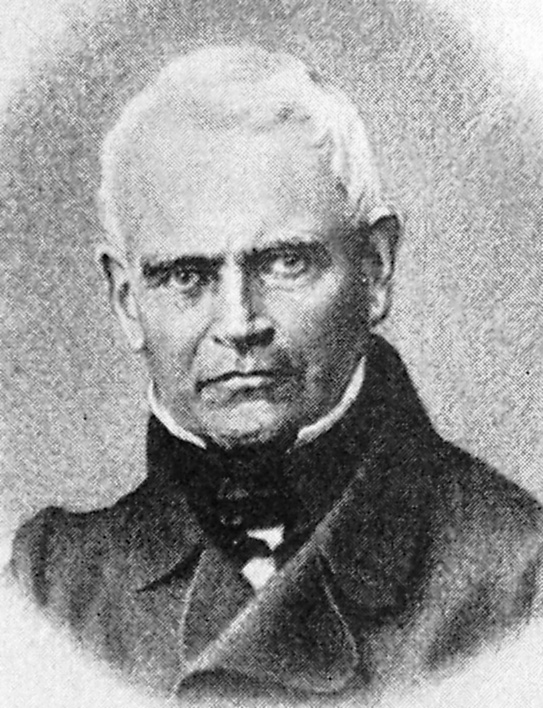
Carl Moltke

Przed rokiem 1848 kierownikami duńskiej polityki zagranicznej byli nadsekretarze-prezydenci tak zwanej „niemieckiej kancelarii” („Tyske Kancelli”), powstałej w 1523 roku i zwanej „niemiecką”, ze względu na używanie języka niemieckiego podczas obrad. W 1806 roku zmieniono jej nazwę na „Slesvig-Holstenske Kancelli'”, a w 1848 na „Danske Kancelli”, gdyż zaczęto używać języka duńskiego.

## NadsekretarzeTyske Kancelli
- 1735–1750 Johan Sigismund Schulin
- 1751–1770 Johann Hartwig Ernst von Bernstorff
- 1773–1780 Andreas Peter Bernstorff
- 1780–1784 Ove Høegh-Guldberg
- 1784–1797 Andreas Peter Bernstorff

## Lista duńskich ministrów spraw zagranicznych (od 1848)
| Od                   | Do                    | Minister spraw zagranicznych                                    | Ur.-Zm.                                                         |
| -------------------- | --------------------- | --------------------------------------------------------------- | --------------------------------------------------------------- |
| 22 marca 1848        | 16 listopada 1848     | Frederik Markus Knuth                                           | 1813–1856                                                       |
| 16 listopada 1848    | 6 sierpnia 1850       | Adam Wilhelm Moltke                                             | 1785–1864                                                       |
| 6 sierpnia 1850      | 18 października 1851  | Holger Reedtz                                                   | 1800–1857                                                       |
| 18 października 1851 | 12 grudnia 1854       | Christian Albrecht Bluhme                                       | 1794–1866                                                       |
| 12 grudnia 1854      | 15 stycznia 1855      | Wulff Scheel-Plessen                                            | 1809–1876                                                       |
| 15 stycznia 1855     | 17 kwietnia 1857      | L.N. Scheele                                                    | 1796–1874                                                       |
| 17 kwietnia 1857     | 10 lipca 1858         | Wilhelm Michelsen                                               | 1800–1880                                                       |
| 10 lipca 1858        | 2 grudnia 1859        | Carl Christian Hall                                             | 1812–1888                                                       |
| 2 grudnia 1859       | 24 lutego 1860        | Carl Frederik Blixen-Finecke                                    | 1822–1873                                                       |
| 24 lutego 1860       | 31 grudnia 1863       | Carl Christian Hall                                             | 1812–1888                                                       |
| 31 grudnia 1863      | 8 stycznia 1864       | Ditlev Gothard Monrad (Narodowy Liberalizm)                     | 1811–1887                                                       |
| 8 stycznia 1864      | 11 lipca 1864         | George Quaade                                                   | 1813–1889                                                       |
| 11 lipca 1864        | 6 listopada 1865      | Christian Albrecht Bluhme                                       | 1794–1866                                                       |
| 6 listopada 1865     | 28 maja 1870          | Christian Emil Krag-Juel-Vind-Frijs                             | 1817–1896                                                       |
| 28 maja 1870         | 11 czerwca 1875       | Otto Rosenørn-Lehn                                              | 1821–1892                                                       |
| 11 czerwca 1875      | 1 października 1875 † | Frederik Moltke                                                 | 1825–1875                                                       |
| 10 listopada 1875    | 21 maja 1892 †        | Otto Rosenørn-Lehn                                              | 1821–1892                                                       |
| 3 czerwca 1892       | 23 maja 1897          | Tage Reedtz-Thott (Højre)                                       | 1839–1923                                                       |
| 23 maja 1897         | 27 kwietnia 1900      | Niels F. Ravn                                                   | 1826–1910                                                       |
| 27 kwietnia 1900     | 24 lipca 1901         | Hannibal Sehested                                               | 1842–1924                                                       |
| 24 lipca 1901        | 14 stycznia 1905      | Johan Henrik Deuntzer (Venstre Reform Party)                    | 1845–1918                                                       |
| 14 stycznia 1905     | 12 października 1908  | Frederik Raben-Levetzau                                         | 1850–1933                                                       |
| 12 października 1908 | 28 października 1909  | William Ahlefeldt-Laurvig                                       | 1860–1923                                                       |
| 28 października 1909 | 5 lipca 1910          | Erik Scavenius (Det Radikale Venstre)                           | 1877–1962                                                       |
| 5 lipca 1910         | 21 czerwca 1913       | William Ahlefeldt-Laurvig                                       | 1860–1923                                                       |
| 21 czerwca 1913      | 24 czerwca 1913       | Edvard Brandes (Det Radikale Venstre)                           | 1847–1931                                                       |
| 24 czerwca 1913      | 30 marca 1920         | Erik Scavenius (Det Radikale Venstre)                           | 1877–1962                                                       |
| 30 marca 1920        | 5 kwietnia 1920       | Henri Konow (bezpartyjny)                                       | 1862–1939                                                       |
| 5 kwietnia 1920      | 5 maja 1920           | Otto Scavenius (bezpartyjny)                                    | 1875–1945                                                       |
| 5 maja 1920          | 9 października 1922   | Harald Scavenius (Venstre)                                      | 1873–1939                                                       |
| 9 października 1922  | 23 kwietnia 1924      | Christian Cold (Venstre)                                        | 1863–1934                                                       |
| 23 kwietnia 1924     | 14 grudnia 1926       | Carl Moltke (bezpartyjny)                                       | 1869–1935                                                       |
| 14 grudnia 1926      | 30 kwietnia 1929      | Laust Jevsen Moltesen (Venstre)                                 | 1865–1950                                                       |
| 30 kwietnia 1929     | 8 lipca 1940          | Peter Rochegune Munch (Det Radikale Venstre)                    | 1870–1948                                                       |
| 8 lipca 1940         | 29 sierpnia 1943      | Erik Scavenius (bezpartyjny)                                    | 1877–1962                                                       |
| 29 sierpnia 1943     | 5 V 1945              | brak duńskiego rządu, zamiast niego funkcjonuje stały sekretarz | brak duńskiego rządu, zamiast niego funkcjonuje stały sekretarz |
| 5 maja 1945          | 7 maja 1945           | Vilhelm Buhl (Socialdemokraterne)                               | 1881–1954                                                       |
| 7 maja 1945          | 7 listopada 1945      | John Christmas Møller (Konserwatywna Partia Ludowa)             | 1894–1948                                                       |
| 7 listopada 1945     | 30 października 1950  | Gustav Rasmussen (bezpartyjny)                                  | 1895–1953                                                       |
| 30 października 1950 | 30 września 1953      | Ole Bjørn Kraft (Konserwatywna Partia Ludowa)                   | 1893–1980                                                       |
| 30 września 1953     | 8 października 1958   | Hans Christian Hansen (Socialdemokraterne)                      | 1906–1960                                                       |
| 8 października 1958  | 3 września 1962       | Jens Otto Krag (Socialdemokraterne)                             | 1914–1978                                                       |
| 3 września 1962      | 28 listopada 1966     | Per Hækkerup (Socialdemokraterne)                               | 1915–1979                                                       |
| 28 listopada 1966    | 1 października 1967   | Jens Otto Krag (Socialdemokraterne)                             | 1914–1978                                                       |
| 1 października 1967  | 2 lutego 1968         | Hans Tabor (Socialdemokraterne)                                 | 1922–2003                                                       |
| 2 lutego 1968        | 11 października 1971  | Poul Hartling (Venstre)                                         | 1914–2000                                                       |
| 11 października 1971 | 19 grudnia 1973       | Knud Børge Andersen (Socialdemokraterne)                        | 1914–1984                                                       |
| 19 grudnia 1973      | 13 lutego 1975        | Ove Guldberg (Venstre)                                          | 1918-                                                           |
| 13 lutego 1975       | 1 lipca 1978          | Knud Børge Andersen (Socialdemokraterne)                        | 1914–1984                                                       |
| 1 lipca 1978         | 30 sierpnia 1978      | Anker Jørgensen (Socialdemokraterne)                            | 1922–2016                                                       |
| 30 sierpnia 1978     | 26 października 1979  | Henning Christophersen (Venstre)                                | 1939-                                                           |
| 26 października 1979 | 10 września 1982      | Kjeld Olesen (Socialdemokraterne)                               | 1932-                                                           |
| 10 września 1982     | 25 stycznia 1993      | Uffe Ellemann-Jensen (Venstre)                                  | 1941-                                                           |
| 25 stycznia 1993     | 21 grudnia 2000       | Niels Helveg Petersen (Det Radikale Venstre)                    | 1939-                                                           |
| 21 grudnia 2000      | 27 listopada 2001     | Mogens Lykketoft (Socialdemokraterne)                           | 1946-                                                           |
| 27 listopada 2001    | 23 lutego 2010        | Per Stig Møller (Konserwatywna Partia Ludowa)                   | 1942-                                                           |
| 23 lutego 2010       | 3 października 2011   | Lene Espersen (Konserwatywna Partia Ludowa)                     | 1965-                                                           |
| 3 października 2011  | 12 grudnia 2013       | Villy Søvndal (SF)                                              | 1952-                                                           |
| 12 grudnia 2013      | 3 lutego 2014         | Holger K. Nielsen (SF)                                          | 1950-                                                           |
| 3 lutego 2014        | 28 czerwca 2015       | Martin Lidegaard (Det Radikale Venstre)                         | 1966-                                                           |
| 28 czerwca 2015      | 28 listopada 2016     | Kristian Jensen (Venstre)                                       | 1971-                                                           |
| 28 listopada 2016    | 27 czerwca 2019       | Anders Samuelsen (Sojusz Liberalny)                             | 1967-                                                           |
| 27 czerwca 2019      | 15 grudnia 2022       | Jeppe Kofod (Socialdemokraterne)                                | 1974-                                                           |
| 15 grudnia 2022      | nadal pełni urząd     | Lars Løkke Rasmussen (Moderaterne)                              | 1964-                                                           |